# Ossip Hundoegger
Ossip Joseph Hundoegger (auch: Joseph Ossip Hundögger; geboren 1822 in Russland; gestorben 5. Januar 1884 in Hannover) war ein deutscher Mediziner, Sanitätsrat und Chefarzt im hannoverschen Städtischen Krankenhaus.

## Leben
Ossip Hundoegger wurde 1822 als Sohn eines aus der Familie Hundoegger stammenden Fabrikanten namens Hundögger in Russland geboren. Nach Vorbildungen, zunächst in der Residenzstadt des Königreichs Hannover, dann an den Hochschulen und Universitäten in Jena, Göttingen, Wien und Paris, studierte er zuletzt ab 1847 wieder in Hannover, wo er mit dem Titel als Dr. med. abschloss.
Ab 1850 arbeitete er als Assistent des königlichen Hofrates Georg Philipp Holscher, der seinerzeit als Direktor das neue städtische Krankenhaus beziehungsweise das Allgemeine Krankenhaus an der „Ricklingerstraße 62“ in Linden leitete.
Hundoegger, der zeitweilig als Armenarzt wirkte, übernahm 1858 die Stelle als 2. Arzt am städtischen Krankenhaus, das er später als erster Arzt leitete. 1864 wurde er durch den hannoverschen Polizeidirektor Louis von Engelbrechten als Nachfolger des von diesem entlassenen „Dr. Dommes“ für die Leitung der medizinischen Versorgung der in den hannoverschen Gefängnissen einsitzenden Häftlingen bestellt.
Unterdessen waren ihm und seiner Ehefrau, einer geborenen Frank, Tochter des Freiheitskämpfers Georg Frank, am 26. Februar 1858 in Hannover die Tochter Agnes Hundoegger geboren worden, die später als Sängerin, Pianistin und Musikpädagogin und insbesondere durch ihre Tonika-Do-Lehre bekannt wurde. Sie wuchs mit ihren Geschwistern im elterlichen Hundoggerschen Haus auf, das „in Hannover einen kulturellen Mittelpunkt dar[stellte und] geprägt [war] von großzügiger Gastlichkeit, gediegener Bildung und vor allem musikalischer Offenheit“. Diesen Wohnsitz verzeichnete das Adreßbuch der Königlichen Haupt- und Residenzstadt Hannover für das Jahr 1865 unter der Adresse Calenberger Straße 17.
Für seine im Deutsch-Französischen Krieg in den Jahren 1870 und 1871 „außerhalb des Kriegsschauplatzes [erbrachten] patriotischen Handlungen“ wurde „Dr. Joseph (Ossip) Hundögger, San.-Rath zu Hannover“ mit dem Königliche Kronen-Orden vierter Klasse am Erinnerungsbande ausgezeichnet.
Ossip Hundoegger starb 1884 in Hannover im Alter von etwa 62 Jahren.

## Mitgliedschaften
- Hundögger war einer der ersten Mitglieder der Naturhistorischen Gesellschaft zu Hannover.[10]
- „Dr. Hundögger“ war Mitglied im Verein der Irrenärzte Niedersachsens und Westphalens und nahm als solcher an der am 1. Mai 1873 abgehaltenen Versammlung in Hannover teil.[11]
- Als Mitglied der Königlichen Gesellschaft der Wissenschaften und der Georg-Augusts-Universität zu Göttingen übersandte er dieser verschiedentlich Präparate von Menschen, darunter „ein Sypholom der Lunge“ und eine am unteren Ende zusammengewachsene Hufeisenniere.[12]
- Auf der dritten Sitzung der XXVI. Versammlung deutscher Naturforscher und Aerzte in Regensburg diskutierten diese über Hundöggers und die in München tätigen „Dr. Oettinger“ geforderte „Einführung einer allgemeinen deutschen Pharmakopöe.“[13]